# (15621) Erikhovland
(15621) Erikhovland (2000 HO20) – planetoida z pasa głównego asteroid okrążająca Słońce w ciągu 4,27 lat w średniej odległości 2,63 j.a. Odkryta 29 kwietnia 2000 roku.